# Handball Club de Livry-Gargan
Handball Club de Livry-Gargan je francuski rukometni klub. Utemeljen je 1943. godine u Livryu. Klupska boja je bijelo-plavo-bijelo. Danas se Klub zove Livry Villepinte 93.

## Sportski uspjesi
- Nacionalni prvak:

- - Prvak Francuske:
- Nacionalni kup:

- - Osvajač kupa Francuske:
- Prvak Europe:

- Doprvak Europe:

- Europski superkup:

- Finalist Kupa pobjednika kupova:

## Vanjske poveznice
- Službena stranica kluba  Arhivirana inačica izvorne stranice od 5. siječnja 2008. (Wayback Machine)